# Vuelta a España 2025/21. Etappe
Die 21. Etappe der Vuelta a España 2025 findet am 14. September 2025 statt. Sie bildet den Abschluss der 80. Austragung des spanischen Etappenrennens. Die Strecke führt dabei von Alalpardo über 111,6 Kilometer nach Madrid. Dort steht ein finaler Rundkurs im Zentrum der Stadt auf dem Programm. Nach der Zielankunft werden die Fahrer die Gesamtdistanz von 3189,8 Kilometer absolviert haben.

## Streckenführung
Nach dem Start in Alalpardo führt die Strecke zunächst über Algete, Cobeña und Ajalvir nach Torrejón de Ardoz. Kurz darauf wird das Stadtgebiet von Madrid erreicht, wobei die Fahrer den Flughafen Madrid und das Estadio Metropolitano passieren. Auf der Calle de Alcalá geht es schließlich ins Zentrum der spanischen Hauptstadt. Hier müssen die letzten 52,1 Kilometer auf einem Rundkurs absolviert werden, der zehn Mal absolviert wird.
Der Rundkurs hat mit der Paseo de Recoletos, Calle Gran Vía/Calle de Alcalá und Paseo del Prado drei Bestandteile. Auf der Paseo de Recoletos fahren die Fahrer auf den Rundkurs ein. Hier passieren sie die Iglesia de San Pascual, ehe sie beim Fuente de Cibeles auf die Calle de Alcalá und Calle Gran Vía abbiegen. Dann geht es vorbei am Cuartel General del Ejército de Tierra und Metropolis-Haus, ehe am Plaza del Callao eine Wende erfolgt, die zurück zum Fuente de Cibeles führt. Nun geht es auf die Paseo del Prado und vorbei am Museo Thyssen-Bornemisza und Fuente de Neptuno bis zum Réplica de la Fuente de la Alcachofa. Hier erfolgt erneut eine Wende, die die Fahrer auf die rund ein Kilometer lange Zielgerade bringt. Hier werden erneut Sehenswürdigkeiten wie der Real Jardín Botánico de Madrid, das Museo del Prado und das Monumento a los Caídos por España passiert. Der Zielstrich befindet sich unmittelbar vor dem Palacio de Cibeles, der das Herzstück des Sternkurses ausmacht. Insgesamt erfolgen auf dem 5,8 Kilometer langen Rundkurs mit seinen drei Wenden zehn Zieldurchfahrungen, wobei bei der zweiten Zieldurchfahrt nach 65,2 Kilometern ein Zwischensprint mit Zeitbonifikationen ausgefahren wird.
|                  | Ort                         | Kilometer |
| ---------------- | --------------------------- | --------- |
| Start            | Alalpardo                   | 0         |
| Zieldurchfahrt 1 | Madrid (Palacio de Cibeles) | 59,5      |
| Zieldurchfahrt 2 | Madrid (Palacio de Cibeles) | 65,2      |
| Zwischensprint   | Madrid (Palacio de Cibeles) | 65,2      |
| Bonussprint      | Madrid (Palacio de Cibeles) | 65,2      |
| Ziel             | Madrid (Palacio de Cibeles) | 111,6     |

## Ergebnis
| \| Etappenergebnis \| Etappenergebnis \| Etappenergebnis \| Etappenergebnis \| Etappenergebnis \| \| Fahrer \| Fahrer \| Land \| Team \| Zeit \| \| --------------- \| --------------- \| --------------- \| --------------- \| --------------- \| |        |      |      |      |
| |        |      |      |      |
| Quelle: ProCyclingStats |        |      |      |      |
| Etappenergebnis |        |      |      |      |
| Fahrer | Fahrer | Land | Team | Zeit |

## Gesamtstände
| \| Gesamtwertung \| Gesamtwertung \| Gesamtwertung \| Gesamtwertung \| Gesamtwertung \| \| Fahrer \| Fahrer \| Land \| Team \| Zeit \| \| ------------- \| ------------- \| ------------- \| ------------- \| ------------- \| |        |      |      |      |
| |        |      |      |      |
| Quelle: ProCyclingStats |        |      |      |      |
| Gesamtwertung |        |      |      |      |
| Fahrer | Fahrer | Land | Team | Zeit |

| Punktewertung | Punktewertung | Punktewertung | Punktewertung | Punktewertung |
| Fahrer        | Fahrer        | Land          | Team          | Punkte        |
| ------------- | ------------- | ------------- | ------------- | ------------- |

| Bergwertung | Bergwertung | Bergwertung | Bergwertung | Bergwertung |
| Fahrer      | Fahrer      | Land        | Team        | Punkte      |
| ----------- | ----------- | ----------- | ----------- | ----------- |

| Nachwuchswertung | Nachwuchswertung | Nachwuchswertung | Nachwuchswertung | Nachwuchswertung |
| Fahrer           | Fahrer           | Land             | Team             | Zeit             |
| ---------------- | ---------------- | ---------------- | ---------------- | ---------------- |

| Mannschaftswertung | Mannschaftswertung | Mannschaftswertung | Mannschaftswertung |
| Team               | Team               | Land               | Zeit               |
| ------------------ | ------------------ | ------------------ | ------------------ |